# Werneria pumila
Werneria pumila là một loài thực vật có hoa thuộc họ Asteraceae. Loài này chỉ có ở Ecuador. Môi trường sống tự nhiên của chúng là vùng cây bụi nhiệt đới hoặc cận nhiệt đới vùng đất cao và đồng cỏ nhiệt đới hoặc cận nhiệt đới vùng đất cao.
Chúng hiện đang bị đe dọa vì mất môi trường sống.